# Josef Metzler
Josef Metzler OMI (* 7. Februar 1921 in Eckardroth, Bad Soden-Salmünster; † 12. Januar 2012 in Hünfeld) war Oblate der Makellosen Jungfrau Maria und von 1984 bis 1995 Präfekt des Vatikanischen Geheimarchivs.

## Biografie
Nach seiner Schulzeit in Obermedlingen und Borken trat Josef Metzler 1939 in das Noviziat der Oblaten von Maria Immakulata in Maria Engelport ein, wo er am 25. März 1940 die Ordensgelübde ablegte.

### Ordensmann und Kirchenhistoriker
Er nahm das Studium der Philosophie und Theologie an der Ordenshochschule in Hünfeld auf, das die Einberufung zur Wehrmacht unterbrach. Er diente als Funker in Russland und Italien. In Italien geriet er in Kriegsgefangenschaft, aus der er im September 1945 entlassen wurde. Seit 1947 studierte er an der Päpstlichen Universität Gregoriana und promovierte 1953 im Fach Kirchengeschichte mit einer Summa cum laude bewerteten und mit einer Goldmedaille ausgezeichneten Dissertation über „Das Salsette-Dekret von 1839 und seine Bedeutung für Bombay“.
Von 1953 bis 1958 lehrte Josef Metzler Missionsgeschichte und Kirchengeschichte an der Ordenshochschule in Hünfeld. In Hünfeld wie später in Rom bei den Rosminianer-Schwestern wirkte er auch als Seelsorger.
1958 wurde Josef Metzler zum Professor für Missionsgeschichte und Kirchengeschichte am Athenäum Urbanianum (seit 1963 Päpstliche Universität) in Rom berufen. Gleichzeitig war er Mitarbeiter der Bibliotheca Missionum und der Bibliografia Missionaria.

### Archivar in Rom
Nach dem Tod von P. Nicola Kowalsky OMI wurde Josef Metzler 1966 zu dessen Nachfolger als Archivar der Kongregation der Propaganda Fide bestellt. Achtzehn Jahre übte er dieses Amt aus.
1984 ernannte Papst Johannes Paul II. Josef Metzler zum Präfekten des Vatikanischen Geheimarchivs. Als solchem oblag ihm – nominell einem als „Bibliothekar und Archivar der Heiligen Römischen Kirche“ amtierenden Kardinal unterstellt – die Leitung des Archivs. Große Verdienste um die historische Forschung erwarb er sich dadurch, dass unter seiner Leitung im Archiv der Propaganda Fide wie im Vatikanischen Geheimarchiv die Verzeichnung und Erschließung der Bestände vorangetrieben wurde, so dass deren Nutzung überhaupt erst ermöglicht bzw. erleichtert wurde. Er regte mehrere Ausstellungen an, die die Schätze beider Archive einer größeren Öffentlichkeit bekannt machten. Im Juni 1995 wurde Josef Metzler emeritiert. Nach Deutschland zurückgekehrt, war er Klinikseelsorger in Bad Wörishofen.
Am 12. Januar 2012 starb Josef Metzler in Hünfeld, wo er seit 2008 seinen Lebensabend verbracht hatte.

### Berufungen und Auszeichnungen
Als Archivar der Propaganda Fide war Josef Metzler Konsultor der Kongregation für die Evangelisierung der Völker.
Als Präfekt des Vatikanischen Geheimarchivs war er Mitglied der Päpstlichen Akademie der Wissenschaften und Leiter der Vatikanischen Schule für Paläografie, Diplomatik und Archivwissenschaft. Er war Mitglied des Päpstlichen Komitees für Historische Wissenschaften und Konsultor der Kommission zum Schutz der Kulturdenkmäler des Hl. Stuhls.
1984 sprach er beim X. Internationalen Kongress der Archive des Internationalen Archivrats (ICA) in Bonn über „Die Vatikanische Schule der Paläographie, Diplomatik und Archivwissenschaften des Vatikanischen Geheimarchivs“. Beim XI. Kongress des ICA 1988 in Paris wurde er in dessen Exekutivkomitee gewählt.
Das Sekretariat für die Einheit der Christen entsandte ihn mehrmals als Beobachter des Hl. Stuhls zu den Versammlungen des Ökumenischen Rates der Kirchen.
Die Universität Uppsala verlieh ihm 1984 die Ehrendoktorwürde, die Catholic University of America in Washington im Jahre 2000.

## Schriften
Nicht aufgeführt werden die Beiträge in Festschriften für Johannes Rommerskirchen (1968), Hermann Tüchle (1975), Josef Glazik und Bernward Willeke (1978), André Seumois (1987), Karl Müller (1993), Willi Henkel (2000).
Ebenfalls nicht aufgeführt werden die zahlreichen Artikel in Zeitschriften: "Zeitschrift für Missionswissenschaft"; "Neue Zeitschrift für Missionswissenschaft"; "Euntes Docete", "Omnis Terra"; "Études Oblates", "Communicatio Socialis"; "Miscellanea Historiae Pontificiae"; "Annales Pont. Univ. Urbaniana"; "Annuarium Historiae Conciliorum"; "International Bulletin of Missionary Research"; "Svensk Missionstidskrift"; "Der Weinberg", "Wereld en Zending".
Ferner werden nicht genannt seine Artikel in: "Dizionario Storico Religioso", "Lexikon für Theologie und Kirche" (2. und 3. Aufl.); "Evangelisches Kirchenlexikon".
- Josef Metzler (Hrsg.): De Archivis et Bibliothecis Missionibus atque Scientiae Missionum inservientibus (= Euntes Docete XXI). Pontificia Universitas Urbaniana De Propaganda Fide, Roma 1968. 614 S.
- Josef Metzler war ein sehr geschätzter und sorgfältiger Mitarbeiter: Die neun Bände XXII–XXX (1963–1974) tragen seinen Namen als Mitherausgeber der Bibliotheca Missionum. Er war auch ein zuverlässiger Mitarbeiter bei der Herausgabe der jährlichen Bibliografia Missionaria, Rom 1959–1990.
- Als Archivar der Kongregation für die Evangelisierung der Völker gab Josef Metzler jährlich ein Quaderno-Supplemento mit dem Untertitel „Documenti problemi missionari“ heraus.
- Josef Metzler ist der Herausgeber der Geschichte der Kongregation de Propaganda Fide in fünf Bänden, die ein Standardwerk werden sollte: Sacrae Congregationis de Propaganda Fide Memoria Rerum 1622–1972. Sechzig Mitarbeiter trugen dazu bei. Viele grundlegende Beiträge über die Entstehung, die Entwicklung und die Bedeutung dieser Kongregation stammen aus seiner Feder; die Liste der Präfekten und Sekretäre der Kongregation veröffentlichte er im III. Band, Teil II, S. 617–625; die wichtigsten Dokumente der Kongregation S. 655–820. Eine Zusammenfassung aller Beiträge erschien als Compendio di Storia della Sacra Congregazione per l’Evangelizzazione dei Popoli o‚ de Propaganda Fide 1622–1972 in: Euntes Docete XXVI (1973), Nr. 1.
- Josef Metzler erweiterte das wichtigste Arbeitsinstrument, das den Zugang zum Archiv möglich macht: N. Kowalski OMI – J. Metzler OMI, Inventory of the Historical Archives of the Sacred Congregation for the Evangelization of Peoples or „De Propaganda Fide“, Pontificia Universitas Urbaniana, Rome 1983.
- In der von Walter Brandmüller veröffentlichten Konziliengeschichte (Reihe A: Darstellungen) schrieb Josef Metzler über Die Synoden in China, Japan und Korea (1570–1931), Schöningh Paderborn 1980, und über Die Synoden in Indochina (1625–1934) Schöningh, Paderborn 1984.
- In der Zeit seines Amtes als Präfekt des Vatikanischen Geheimarchivs veröffentlichte J. Metzler, America Pontificia primi saeculi evangelizationis 1493–1592 (Documenta pontificia ex registris et minutis prasertim in Archivio Secreto Vaticano existentibus), Città del Vaticano 1991–1995,  3 Bde.
- J. Metzler ist der Herausgeber des Bandes XXIV Storia della Chiesa: Dalle Missioni alle Chiese Locali (1846–1965), Ed. Paoline, Cinisello Balsamo (Milano) 1990. Darin behandelt er den Heiligen Stuhl und die Missionen: La Santa Sede e le missioni; S. 21–119. La Chiesa nelle Filippine S. 431–448; La Chiesa in Oceania S. 449–476.
- Im von Hubert Jedin herausgegebenen Handbuch der Kirchengeschichte behandelt J. Metzler Die Jungen Kirchen in Asien, Afrika und Ozeanien, Bd. VII, Herder, Freiburg 1979, S. 769–820.
- Josef Metzler (Hrsg.), Hermann Hoberg, in: Inventario dell’Archivio della Sacra Romana Rota (sec. XIV-XIX), (=Collectanea Archivi Vaticani, Bd. 34), Città del Vaticano 1994.